# Duron
A Duron egy x86-kompatibilis processzor, amelyet az AMD gyártott. 2000. június 19-én jelent meg, egy olcsóbb alternatívát kínálva az AMD saját nagy teljesítményű Athlon processzorára, és a konkurens Intel Pentium 3-asokra és Celeronokra. A Duron gyártása 2004-ben befejeződött, és a Sempron vette át a helyét.
A Duron elnevezés a latin Durare kifejezésből ered, aminek a jelentése hosszantartó, tartós (az angol duration is ebből fakad).

## Duron-generációk

### Spitfire Duron
A Duron lábkompatibilis volt az Athlonnal, és néhány különbség kivételével belül is megegyeztek. Az első Duronok kizárólag 100 MHz-es FSB-t használtak, míg a korai Athlon a 133 MHz-et is. A későbbi Duronok 133-on futottak, a velük egyidejű Athlon XP 166-on/200-on. 
Az első széria, amely a „Spitfire” magot használta, 2000-ben és 2001-ben készült, 600-tól 950 Mhz-ig. Ez a 0,18 mikronos AMD Thunderbird magon alapult, az L2 cache azonban csak 64 KB, szemben az Athlon 256, vagy akár 512 KB-jával.

### Morgan Duron
A második generációs Morgan mag 900 és 1300 Mhz közötti lépcsőkben készült, és a 0,18 mikronos „Palomino” magon alapult. Ez néhány komoly fejlesztést jelentett, például a teljes Intel SSE támogatást, nagyobb TLB-ket és integrált hőmérő diódát. 
A Palomino mag miatt a Morgan-től is várható volt az elődnél alacsonyabb disszipáció, de a gyakorlatban a gyárilag megemelt feszültség miatt nem változott.

### Applebred Duron
Az utolsó Duron az „Applebred” kódnevet kapta, néha „Appalbred”-nek is nevezik. Ez az Appaloosa Duron és a 0,13 mikronos „Thoroughbred” Athlon XP mag keveréke. Az Appaloosa hivatalosan nem jelent meg, de néhány példányt kiadtak.
A Duron legjobban a 64 KB gyorsítótárban különbözött az Athlon-tól, amiben 256Kb, vagy akár 512Kb is volt. Ez viszonylag kicsi L2-nek számított, még a Celeron 128 KB-jánál is kevesebb volt, ugyanakkor a K7 architektúra kapta az egyik legnagyobb L1 gyorsítótárat, 128 KB méretben (felosztva 2×64 Kb-ra).
A tokozás megváltozásával megváltozott a cache kezelése is, ez főleg gyorsítótár-intenzív munkánál hozott érezhető és mérhető javulást.
A Duron „Spitfire” processzor körülbelül 10%-kal volt lassabb az Athlon „Thunderbird”-nél.
A Duron a költséghatékony számítógépet építők körében volt a legnépszerűbb. A legkelendőbb talán a 2003-as „Applebred” Duron volt, ami 1,4 GHz, 1,6 GHz és 1,8 GHz órajelen futott, gyárilag 133 Mhz-es FSB-vel.
A rajongók hamar rájöttek, hogy ezek tulajdonképpen újracímkézett Thoroughbred A és B magok kikapcsolt (és talán eleve hibás?) gyorsítótárral. Egy idő után kiderült, hogy az „Applebred” átalakítható volt „Thoroughbred” magos Athlon XP-vé, teljes értékű 256 KB gyorsítótárral, amennyiben Thoroughbred B magos volt a processzor. Ez azonban csak rövid ideig, körülbelül négy hétig volt így, utána az AMD megváltoztatta a chipet, és többé nem lehetett ezt az átalakítást végrehajtani.

## A különböző magok technikai adatai
- Spitfire (Model 3, 0,18 mikron)

Első szintű gyorsítótár: 64 + 64 Kbyte (adat+utasítás)
Másodszintű gyorsítótár: 64 Kbyte, teljes sebességű
Utasítások: MMX, Extended MMX, 3DNow!, Extended 3DNow!
Foglalat: Socket A (EV6)
Rendszerbusz: 100 MHz (200 MT/s)
Magfeszültség: 1,50 V - 1,60 V
Első megjelenése: 2000. június 19.
Órajel: 600 MHz - 950 MHz
- Morgan (Model 7, 0,18 mikron)

Első szintű gyorsítótár: 64 + 64 Kbyte (adat+utasítás)
Másodszintű gyorsítótár: 64 Kbyte, teljes sebességű
Utasítások: MMX, Extended MMX, 3DNow!, Extended 3DNow!, SSE
Foglalat: Socket A (EV6)
Rendszerbusz: 100 MHz (200 MT/s)
Magfeszültség: 1,75 V
Első megjelenése: 2001. augusztus 20.
Órajel: 900 MHz - 1300 MHz
- Applebred (Model 8, 130 nm)

Első szintű gyorsítótár: 64 + 64 Kbyte (adat+utasítás)
Másodszintű gyorsítótár: 64 Kbyte, teljes sebességű
Utasítások: MMX, Extended MMX, 3DNow!, Extended 3DNow!, SSE
Foglalat: Socket A (EV6)
Rendszerbusz: 133 MHz (266 MT/s)
Magfeszültség: 1,50 V
Első megjelenése: 2003. augusztus 23.
Órajel: 1400, 1600, 1800 MHz

## Fordítás
Ez a szócikk részben vagy egészben  a   Duron című angol Wikipédia-szócikk ezen változatának fordításán alapul.  Az eredeti cikk szerkesztőit annak laptörténete sorolja fel. Ez a jelzés csupán a megfogalmazás eredetét és a szerzői jogokat jelzi, nem szolgál a cikkben szereplő információk forrásmegjelöléseként.